# План «Гельб»

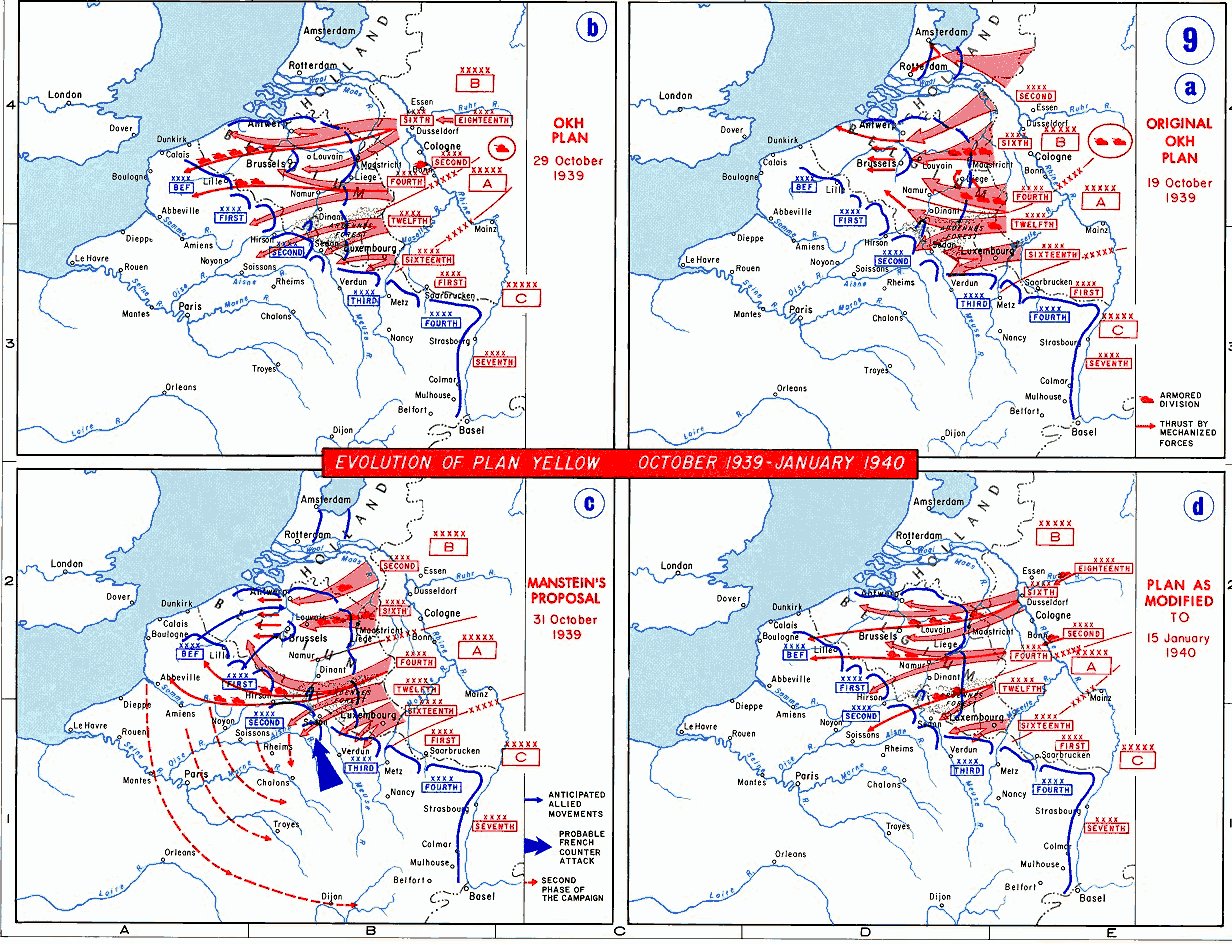
Немецкий план наступления на Францию, Бельгию, Люксембург и Голландию.

Жёлтый план, Гельб-план, План «Гельб» (нем. Fall Gelb) — кодовое название немецкого плана блицкрига против стран современного Бенилюкса: Бельгии, Нидерландов, Люксембурга, а также Франции в 1940 году. Позднее был частично реализован в ходе Французской кампании Вермахта. План стал одним из этапов «Странной войны», которая была умело использована немецким командованием как своего рода стратегическая пауза-передышка. Это позволило Германии успешно завершить Польскую кампанию, реализовать план оккупации Дании и Норвегии (Датско-Норвежская операция), а также подготовить вторжение во Францию (собственно План «Гельб»), окончательно закрепить результаты Аншлюса (аннексия Австрии) и оккупации Чехии. Как развитие этого плана рассматривался План «Рот».

## Альтернативы плана
Первый вариант военной кампании «Гельб», известный как «План ОКХ», имел скорее теоретический, позиционный характер. Ему не суждено было воплотиться в жизнь. Другой вариант, известный как «План Манштейна», оказался более удачен и был успешно реализован 10 мая 1940 года в первой фазе Французской кампании. Результатом осуществления плана стала оккупация немецкими войсками территорий Бельгии, Нидерландов, Люксембурга и северной Франции.

## Обозначение стратегических целей
Разработка наступления на Францию была начата 27 сентября 1939 года. На собрании главнокомандующих и военачальников штабов Гитлер подчеркнул: «Цель войны — поставить Англию на колени, разгромить Францию».
Против плана выступили главнокомандующий сухопутными войсками Браухич и начальник генерального штаба Гальдер. Они даже подготовили план отстранения Гитлера от власти, но, не найдя поддержки командующего резервной армией генерала Фромма, отказались от попытки.
6 октября 1939 года немецкие войска завершили оккупацию Польши, а 9 октября командующим видами вооружённых сил фон Браухичу, Герингу и Редеру было выслано «Послание о ведении войны на Западном фронте». В этом документе на основе концепции «блицкрига» определялись стратегические цели будущей кампании:

«3. … для дальнейшего ведения военных действий приказываю:
а) на северном фланге Западного фронта подготовить наступление через территории Люксембурга, Бельгии и Голландии. Наступать необходимо как можно большими силами и как можно быстрее;
б) цель этой операции — уничтожить, по возможности, большие объединения французской армии и союзников, находящихся на её стороне, и одновременно захватить как можно больше территории Голландии, Бельгии и Западной Франции, чтобы создать плацдарм для успешного ведения воздушной и морской войны против Англии и расширить буферную зону жизненно важной Рурской области.»
Оригинальный текст (нем.)«3. … Für die weitere Durchführung der Feindseligkeiten bestellt:
a) auf der nördlichen Flanke des westlichen Front bereiten Offensive teritorrii durch Luxemburg, Belgien und Holland. Die Offensive sollte so viel Kräfte wie möglich und so schnell wie möglich;
b) Der Zweck dieser Maßnahme - zerstören die Möglichkeit der großen französischen Armee und Verbündete auf seiner Seite, und gleichzeitig zu nutzen, so viel Gebiet der Niederlande, Belgien und Westen Frankreichs zu schaffen, ein Sprungbrett für eine erfolgreiche Luft-und Seeweg Krieg gegen England und erweitern Sie den Puffer Die Umgebung von entscheidender Bedeutung Ruhrgebiet.»

Высший немецкий генералитет отнёсся к указу Гитлера с сомнениями. Один из генералов даже выкрикнул: «Франция — не Польша!». Но, несмотря на опасения о провальном исходе операции, главнокомандующий сухопутных войск фон Браухич дал распоряжение генеральному штабу (ОКХ) разработать «Директиву Гельб о стратегическом развертывании войск».

## План ОКХ от 19 октября 1939 года

План ОКХ от 19 октября 1939 года

За основу плана операции командованием сухопутных войск (ОКХ) был взят план Шлиффена 1914 года, но в отличие от плана Шлиффена, план ОКХ не ставил целью полную победу во Фландрии, а имел исключительно позиционный характер — его полное выполнение приводило только к установлению позиционного фронта по реке Сомма.
По директиве от 19 октября 1939 года планировалось создать группировки войск в составе:
- Группа армий «B» (Федор фон Бок) — 2-я, 4-я и 6-я армии (37 дивизий)
- Группа армий «A» (Герд фон Рундштедт) — 12-я и 16-я армии (27 дивизий)
- Группа армий «C» (Вильгельм Риттер фон Лееб) — 1-я и 7-я армии (25 дивизий)
- Армейская группа «N» — 18-я армия (3 дивизии)
- Резерв — 9 дивизий

Главный удар должна была наносить группа армий «B» по обе стороны Льежа с целью разбить англо-французские силы в Бельгии вместе с бельгийской и голландской армиями. Южнее расположится группа армий «A». 12 армия будет исполнять прикрытие южного фланга группы армий «B», 16 армия — удар в направлении южной Бельгии и Люксембурга. После марша через Люксембург 16 армия должна занять оборону севернее западного фланга линии Мажино между Сааром и Маасом. Против линии Мажино будет действовать группа армий «C». В зависимости от политического климата армейская группа «N» предназначалась для разгрома Голландии. Директива оканчивалась распоряжением группам армий «A» и «B» сосредоточить свои войска таким образом, чтобы они за шесть ночных переходов смогли занять выходные позиции к наступлению.

## Замечания ОКВ
21 октября 1939 года командующий Верховного командования вермахта (ОКВ) Вильгельм Кейтель выложил Гитлеру критические замечания на счёт «плана Гельб». Они сводились к следующему:
- Армейская группа «N» имеет неоправданно большие силы. У неё одинаково мало шансов прорвать укреплённую линию Греббе.
- Левофланговая 4-я армия группы армий «B», наступающая южнее Льежа, должна нанести удар на запад, и только в крайнем случае — на северо-запад.
- Стоит пересмотреть состав 6-й армии, которая наносит удар севернее Льежа. Выделенных ей трёх танковых и одной моторизованной дивизий недостаточно для развития успеха.
- После начала наступления и снятия французских войск с линии Мажино из группы армий «C» можно будет передать для усиления наступающей группировки десять дивизий.

Таким образом, штаб оперативного руководства ОКВ предлагал ещё больше усилить, главным образом подвижными войсками, северный фланг.

## План ОКХ от 29 октября 1939 года

План ОКХ от 29 октября 1939 года

В стратегическом плане от 29 октября 1939 года ставилась уже более широкая цель — уничтожить союзную группировку в районе севернее Соммы и выйти к Ла-Маншу. В состав группы армий «B» дополнительно была включена 18-я армия, а количество её дивизий увеличилось до 43-х (из них 9 танковых и 4 моторизированных). Состав группы армий «A» уменьшился до 22-х, а группы армий «C» — до 18-и дивизий. Освободившиеся дивизии усилили северное крыло фронта. Группа армий «B» получила задание прорваться одной ударной группировкой севернее Льежа, в район Брюсселя, а другим — южнее Льежа, в район на запад Намюра и потом продолжать наступление на северо-западном или юго-западном направлении. Группа армий «A» имела вспомогательное задание — прикрыть группу армий «B» на южном и юго-западном флангах; группа армий «С», как и в плане от 19 октября, занимала позицию против линии Мажино. Границу с Голландией прикрывал 6-й корпусный округ, который подчинялся группе армий «В».
Закончить развёртку планировалось до 5 ноября. 12 ноября 1939 года должно было начаться наступление.

## Критика плана ОКХ
Адольф Гитлер назвал план, подготовленный ОКХ, верхом посредственности. На одном из совещаний по обсуждению оперативного плана Гитлер, обращаясь к Кейтелю и Йодлю, отметил:

«Так это же старый план Шлиффена с усиленным правым флангом и главным направлением удара вдоль атлантического побережья. Дважды такие номера не проходят!»

Повторение шлиффеновского замысла начала столетия, наступление на Францию серповидным движением через Бельгию, не устраивал его. В 1939 году было очевиднее, чем в 1914, что если и случатся боевые действия между Германией и союзниками, то именно в Бельгии, так как линия Мажино вдоль франко-немецкой границы надёжно защищала Францию. По сравнению с линией Мажино бельгийские укрепления были очень слабыми. Очевидно, что французы также понимали это и ожидали такого развития событий. Однако, хоть Гитлер и имел другую точку зрения, он желал как можно быстрого начала наступательной операции:

«Время работает на противника… Наша ахиллесова пята — Рур… Если Англия и Франция прорвутся через Бельгию и Голландию в Рур, мы окажемся в огромной опасности».

5 ноября фон Браухич опять попытался отговорить Гитлера от вторжения во Францию. Гитлер, в свою очередь, ещё раз подтвердил, что наступление необходимо начать не позже 12 ноября. Однако 7 ноября приказ был отменён в связи с неблагоприятными погодными условиями. Позднее начало операции будет перенесено ещё 29 раз.

## Замечания группы армий «A»

Предложения группы армий «A» от 31 октября 1939 года

Ещё во время подготовки плана ОКХ начальник штаба группы армий «A» под командованием Рундштедта Эрих фон Манштейн отмечал, что его замысел слишком очевиден. Другим недостатком плана ОКХ, по мнению Манштейна, было то, что немецким войскам придётся столкнуться с английскими частями, которые окажутся более сильным противником, чем французы. Более того, этот план не обещал решающей победы.
Обдумывая эту проблему, фон Манштейн сделал вывод, что лучше нанести главный удар через Арденны в направлении Седана, чего союзники никак не могли ожидать. Основной идеей этого плана было «заманивание». Манштейн не сомневался, что союзники обязательно прореагируют на вторжение в Бельгию. Но, разворачивая там свои войска, они потеряют свободный резерв (по крайней мере на несколько дней), загрузят до отказа дороги, а главное, ослабят «скольжением на север» оперативный участок Динан — Седан.
Свой план Манштейн сначала обсудил с командиром 19-го армейского корпуса Хайнцем Гудерианом, а потом убедил в своей правоте генерала Рундштедта. После этого Рундштедт и Манштейн направили памятную записку в штаб сухопутных войск Браухичу и Гальдеру. Записка содержала следующие предложения:
- Целью наступления на западе должно быть достижение решительной победы на суше. Желание достичь частичной победы, что лежит в основе директив ОКХ, не оправданно ни с политической (нарушение нейтралитета трёх стран), ни с военной точки зрения.
- Главный удар в наступательной операции должна наносить группа армий «A», а не группа армий «B». Если удар будет наносить группа армий «B», она встретит подготовленного к нему противника, на которого ей придется наступать фронтально. Такие действия сначала приведут к успеху, однако, могут быть остановлены на Сомме. Группа армий «A» имеет шансы на успех при условии нанесения ею внезапного удара через Арденны в направлении нижнего течения Соммы. Только таким путём можно ликвидировать весь северный фланг противника в Бельгии, что станет предпосылкой для одержания полной победы во Франции.
- Если противник будет действовать правильно, он попробует избежать неблагоприятного для него результата боя в Бельгии, отойдя за Сомму. Одновременно он может бросить все имеющиеся у него в распоряжении силы для контрнаступления на широком фронте против южного фланга с целью окружения главных немецких сил в Бельгии, или южнее Нижнего Рейна. Чтобы предотвратить это, необходимо разбить силы противника, которые сосредотачиваются против южного фланга, примерно в районе южнее и севернее реки Маас или между реками Маас и Уаза.
- Группа армий «A» должна получить три армии вместо двух (обязательно с увеличением танковых соединений), хотя из соображений ширины фронта в составе группы армий «B» могло бы действовать больше дивизий.

В штабе сухопутных войск не согласились с предложениями Манштейна, но Франц Гальдер всё таки доложил Гитлеру об этом варианте плана, заметив, что наступление в этом направлении невозможно, так как лес и гористая местность помешают продвижению техники. Главным аргументом противников плана Манштейна был опыт Первой мировой войны: в 1914 году даже кавалерийские части с большим трудом преодолевали этот участок фронта.

## Дополнения к плану ОКХ
Критические замечания насчёт плана ОКХ заставили внести некоторые коррективы. Так директива ОКХ от 29 октября предвидела временный отказ от наступления против Голландии, чтобы освободить силы для наращивания удара по главному направлению. Но 15 ноября 1939 года ОКВ пересмотрело это решение и выдало директиву про захват Голландии. В этот же день по приказу фон Браухича это задание было возложенно на группу армий «B».

20 ноября 1939 года Гитлер подписал директиву № 8 ОКВ. В ней было указано, что операция «Гельб» будет проведена соответственно директиве ОКХ от 29 октября 1939 года. Однако, очевидно опираясь на предложения фон Манштейна, как дополнение к ней было отдано следующее распоряжение:
Необходимо принять все подготовительные меры к тому, чтобы перенести направление главного удара в операции с полосы группы армий «B» в полосу группы армий «A», если там, как можно предположить из нынешнего размещения сил, можно достичь более быстрых и глобальных успехов, чем у группы армий «B».

## «Мехеленский инцидент»
10 января 1940 года Гитлер назначил окончательную дату наступления — 17 января. Но в тот самый день, когда Гитлер принял это решение, поблизости бельгийского города Мехелен произошёл довольно загадочный «случай» (известный как «Мехеленский инцидент»). Эта история упоминалась в многочисленных вариантах, но наиболее сжато её изложил главнокомандующий воздушно-десантными войсками Германии, генерал Курт Штудент:
«10 января майор, назначенный мною как офицер связи во 2-й воздушный флот, вылетел из Мюнстера в Бонн с заданием уточнить некоторые малозначимые детали плана в командовании флота. При себе у него был полный оперативный план наступления на западе.

Вследствие морозной погоды и сильного ветра над замёрзшим, покрытым снегом Рейном самолёт сбился с курса и залетел на территорию Бельгии, где ему пришлось сделать вынужденную посадку. Майор не смог сжечь важные документы, а значит, общий состав наступательных действий на западе стал добычей бельгийцев. Немецкий военно-воздушный атташе в Гааге сообщил, что в этот же вечер король Бельгии имел долгую телефонную беседу с королевой Голландии».
Растущая мощь западных стран, сомнение в том, позволит ли оперативный план от 29 октября 1939 года достичь чего-либо, кроме более-менее первичного успеха, а также потеря секретных документов привели в следующие месяцы к общему пересмотру плана всеми высшими инстанциями и штабами групп армий.

## «Затяжной старт»
Так как основной состав оперативного плана стал добычей союзников, ставка на внезапность военной операции потеряла свою привлекательность. В соответствии с директивами ОКХ от 19 и 29 октября немецкие войска должны были занять исходные позиции для наступления за шесть ночных переходов с момента получения приказа. До этого характер их расположения не позволял противнику разгадать направление главного удара. 16 января после «мехеленского инцидента» в ставке Гитлера было принято решение «построить операцию на новой основе».
18 января 1940 года ОКВ сообщает новую концепцию наступательной операции: никакой внезапности. Изменены методы: войска пребывают в постоянной боевой готовности, необходимо поддерживать впечатление, что наступление может начаться в любой день. Вместо общего разворачивания ОКВ предложило постепенное: «затяжной старт». Для этого в первом эшелоне и в ближайшей глубине сосредотачивались все подвижные силы, необходимые для нанесения первого уничтожающего удара и выполнения основного задания. Они должны были пребывать в постоянной готовности, чтобы перейти в наступательные действия в течение 24 часов после приказа («старт с места»). Основная идея операции оставалась неизменной.

## План ОКХ от 30 января 1940 года

План ОКХ от 30 января 1940 года

30 января 1940 года, учитывая изменения к предыдущей редакции плана, Браухич подписал третий вариант плана «Гельб». В отличие от предыдущих, в этом варианте при неизменных целях предвиделось усилить группу армий «A» подвижными войсками. Кроме того, командование группы армий «A» обязалось 
принять все меры для того, чтобы подвижные соединения резерва ОКХ (14-й моторизованный корпус, 2-я, 9-я и 13-я пехотные дивизии, дивизия СС «Мертвая голова», 9-я танковая дивизия), предназначенные для быстрого усиления войск на фронте, использовались с первого-же дня наступления в её полосе или, если в том будет нужда, могли быть перекинуты в полосу группы армий «B».

## Военно-штабные игры
7 февраля 1940 года по приказу ОКХ в Кобленце была проведена военно-штабная игра. Её целью было выяснить готовность к наступлению и оперативные возможности 12-й и 4-й армий, а также 19-й армейский корпус. Особенное внимание было обращено на использование подвижных войск 19-го армейского корпуса и организацию форсирования Мааса поблизости Седана. Результат этой игры оказался малоутешительным. Между Гудерианом, командующим 19-м корпусом, и Витерсхаймом (14-й корпус), с одной стороны, и командованием группы армий «A» вместе с ОКХ, с другой, возникли серьёзные расхождения насчёт действий после форсирования реки Маас. Гальдер, Рундштедт и Блюментритт считали, что наступление через Маас невозможно раньше 9-го или 10-го дня с начала операции, то есть, после подтягивания пехотных соединений. Гудериан, которого поддержал Виттерсгейм, предлагал начать наступление танковыми и моторизованными войсками через Маас с ходу, не ожидая пехотных дивизий, то есть на 5-й день операции. Таким образом, консенсуса по принципиальным вопросам ведения операции достигнуто не было.
14 февраля 1940 года в штабе 12-й армии провели ещё одну военно-штабную игру. Эта игра выявила возможность срыва всей операции из-за недостатка сил в группе армий «A». Из этого вытекала её неспособность обеспечить быстрое продвижение правого крыла наступающей группировки, если командованием союзников будет нанесён контрудар большими силами по флангу наступающих немецких войск в районе между Седаном и Мецом.
16 февраля 1940 года в своем дневнике Гальдер сделал запись:
«Итоги обеих игр: 
 а) проблема использования танков; 
 б) недостатки наступления без предварительного подтягивания сил; 
 в) сомнения в успехе операции в целом».

Позднее в своих мемуарах Эрих Манштейн напишет: 
«У меня создалось впечатление, что генерал Гальдер, присутствовавший на маневрах, наконец начал понимать правильность нашего [группы армий „А“] замысла».

## План Манштейна

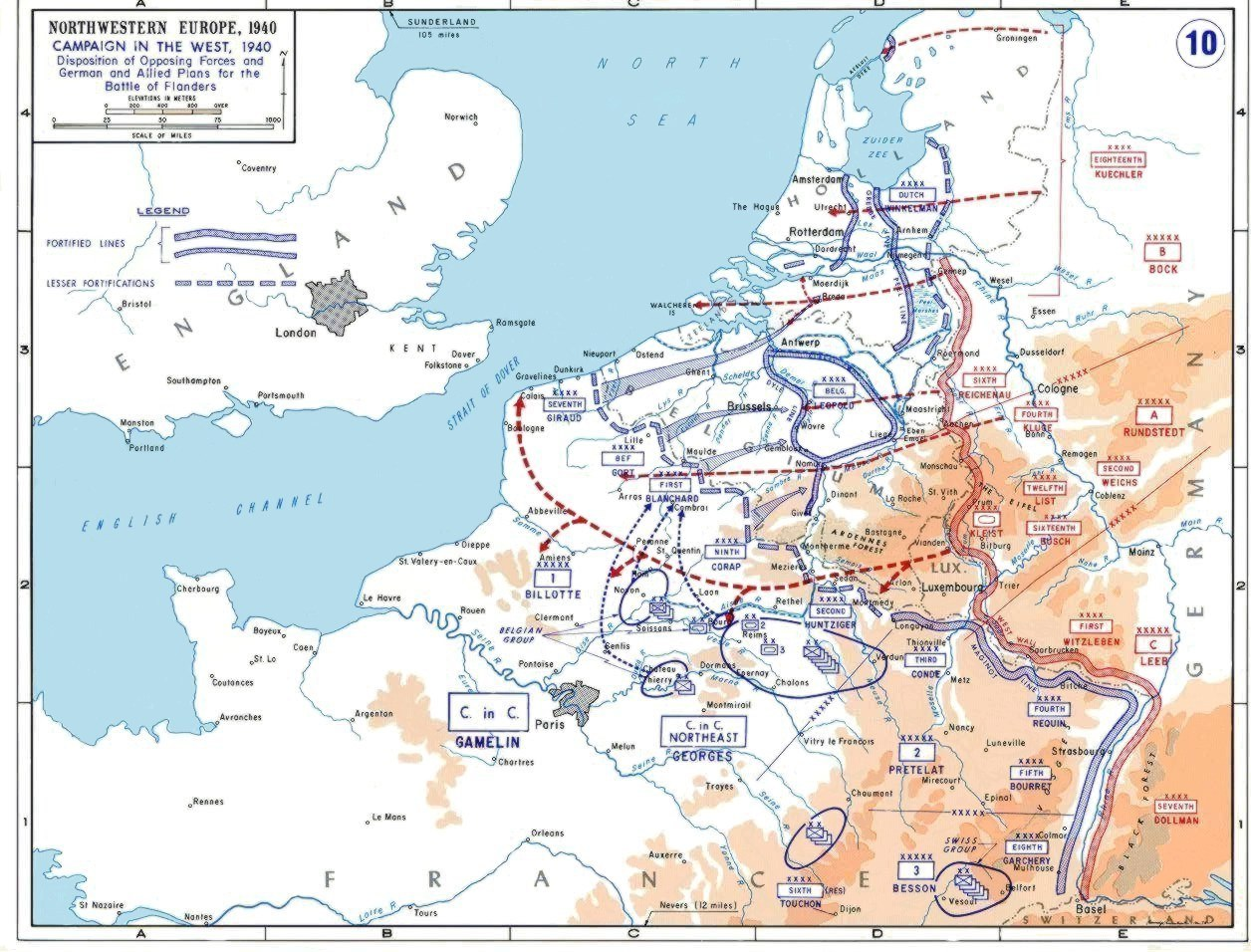
План фон Манштейна

Результаты штабных игр заставили вспомнить о плане фон Манштейна. 17 февраля 1940 года произошла встреча Эриха Манштейна и Адольфа Гитлера. Так как взгляды на проведение операции у них во многом совпадали, Гитлер на следующий же день приказал штабу сухопутных войск разрабатывать новый план.
План Манштейна, объединённый с собственными мыслями Гитлера был простым, но обещал победу. Группа армий «B» под командованием фон Бока имела задание быстро оккупировать Голландию, предотвратить соединение голландцев с союзниками, отбросить противника на линию Антверпен — Намюр, а также прорваться через Бельгию и Северную Францию, имитируя непоколебимость идей Шлиффена. Если фон Боку удастся зайти за французские части с севера, то он непременно будет угрожать Парижу. Если французы и англичане встанут на его пути и даже оттеснят на восток, они окажутся в ловушке. На левом фланге группа армий «C» (генерал Вильгельм Риттер фон Лееб) заставит французов всерьез защищать линию Мажино, а по возможности и захватит её. Решающий удар переносился в зону действия группы армий «A», которая согласно новому плану усиливалась 4-й армией и имела в своем составе 44 дивизии. Группа армий «A», с танковой группой Клейста в авангарде, прорвется через Арденны, захватит переправы через Сомму, пройдет между Седаном и Динаном, а потом повернет на северо-запад по долине реки Соммы до Амьена, Абвиля и побережья Ла-Манша. Именно тут будут задействованы семь из десяти танковых дивизий вермахта. У Лееба на юге не будет ни одной танковой дивизии, а у фон Бока их будет только три.
Этот план от 24 февраля 1940 года стал окончательным вариантом плана «Гельб».

## Критика плана Манштейна
Не все в немецком высшем генералитете поддержали план Манштейна. Командующий группой армий «B», генерал-полковник фон Бок выражал серьёзные сомнения относительно окончательного варианта плана «Гельб». В марте 1940 года на докладе фон Браухичу он заявил:

«Мне не даёт покоя ваш оперативный план. Вы знаете, что я за смелые операции, но тут перейдены границы разумного, иначе это не назовёшь. Продвигаться ударным крылом вдоль линии Мажино в 15-ти километрах от неё и думать что французы будут смотреть на это равнодушно! Вы сосредоточили основную массу танков на нескольких дорогах в гористой местности Арденн, как будто авиации противника не существует! Вы надеялись форсировать Маас выше Намюра, хотя французы уже занимают позиции в этом районе южнее Динана и им будет необходима для выхода к реке на участке Динан — Намюр только четверть того времени, которое необходимо нам… Что вы будете делать, если форсирование Мааса не удастся, и вы крепко застрянете между границей и Маасом в бездорожьи Арденн?.. И наконец, как вы вообще представляете себе операцию, если противник не сделает вам услуги и не вступит в Бельгию? Думаете, он так и пойдёт в бельгийскую ловушку? Вы играете ва-банк!»
Оригинальный текст (нем.)Er ruht nicht, Ihre operativen Plan. Sie wissen, daß ich für gewagt, aber es gehen die Grenze vernünftig, sonst ist es nicht aufgerufen wird. Förderung betonte Flügel Maginot-Linie entlang der 15 Kilometer von ihm und denke, dass die französische wird sich mit dieser gleichgültig! Sie konzentrierten sich die Bulk-Tanks in mehreren Straßen im gebirgigen Terrain Ardenne, obwohl Luftfahrt Feind ist nicht vorhanden! Sie hoffe, zur Steigerung der Maas Namyura erwähnt, obwohl die Franzosen haben bereits besetzen Positionen in der Gegend südlich von Dinana und sie müssten Ausgang zum Fluss auf der Website Dinan, Namur, nur ein Viertel der Zeit, dass wir brauchen ... Was werden Sie tun, wenn die Beschleunigung Maas und Sie können nicht fest zasyadete zwischen der Grenze und Maas in roadless Ardenne? .. Schließlich, als Sie dachten, Sie selbst eine Operation ganz, wenn der Feind nicht hätten Dienstleistungen, und wir werden nicht in Belgien? Ich denke, es wird gut gehen, in die belgische Falle? Du spielst wa-Bank!

Стоит, однако заметить, что некоторая авантюрность плана нивелировалась пониманием настроений высшего французского командования и хорошо организованной дезинформацией. По свидетельствам генерала Лоссберга, работающего в то время в штабе оперативного руководства ОКВ, по разным каналам к союзникам направлялось огромное количество слухов. При этом не допускалось никакой грубой работы, которая могла вызвать подозрения. Выдумки перемешивались с правдой. Для этого использовались люди, ездившие в нейтральные страны. По телефонным линиям, к которым подключался для прослушивания противник, велись «неосторожные разговоры». Так, за несколько месяцев до наступления безостановочно распространялись в разнообразнейших формах слухи о немецком «плане Шлиффена 1940 года».

## Воплощение плана «Гельб»

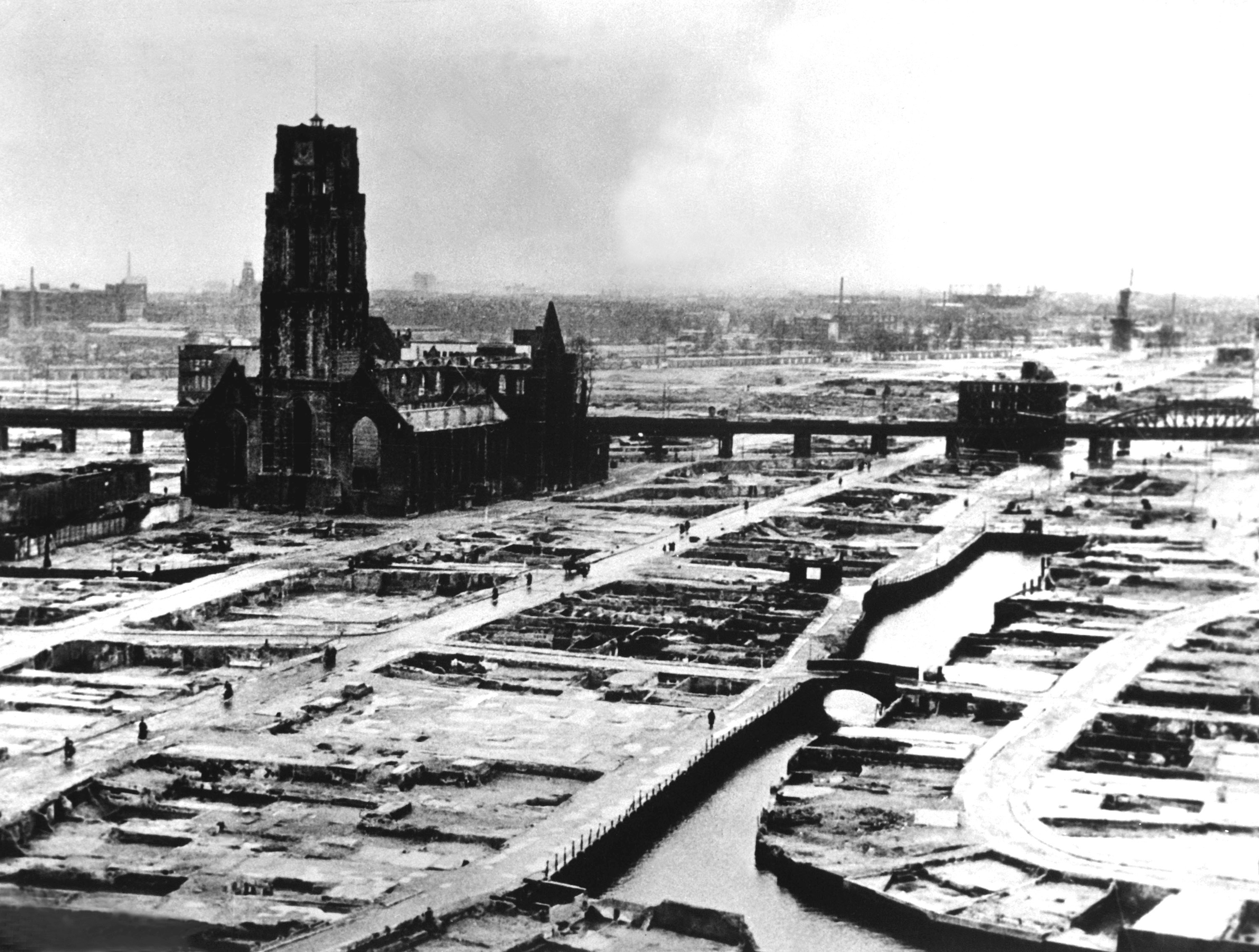
Роттердам после бомбардировки

10 мая 1940 года в 5 часов 35 минут немецкие войска согласно с планом «Гельб» начали широкомасштабные наступательные действия.
Наступление началось с воздушного налёта на аэродромы, командные пункты, военные склады и самые важные индустриальные центры Голландии, Бельгии, Люксембурга и Франции. Использовав тактику парашютных и планерных десантов, гитлеровцам удалось за короткий срок парализовать внутренние районы Нидерландов. 13 мая начался штурм «Голландской крепости», а уже 14 мая королевой Голландии была подписана полная капитуляция.
11 мая была разрушена оборона бельгийцев на канале Альберта. Из трёх мостов через канал два были захвачены немецкими десантниками практически без боя. Большой резонанс в мире приобрёл десант на форт Эбен-Эмаль. Последние очаги сопротивления бельгийской армии были подавлены к утру 28 мая. Через территорию Бельгии, обойдя линию Мажино с севера, немецкие войска захватили почти всю северо-восточную Францию. Остатки англо-французской армии были оттеснены в район Дюнкерка, где они эвакуировались в Великобританию. Франция вынуждена была подписать позорную капитуляцию в известном с 1918 года штабном вагоне маршала Фоша в Компьене.

## Заметки
1. ↑  Гальдер Ф. Военный дневник — сентябрь 1939
2. ↑  Halder, F. Kriegstagebuch. Bd. III. Stuttgart, 1984
3. ↑  «Военно-исторический журнал», 1968, № 1, стр.76—78.
4. ↑  Heusinger, A. Befehl im Widerstreit. S. 83 — 84
5. ↑  В дневнике Ф. Гальдера есть запись от 15 октября 1939 года: «С Голландией попробовать договориться мирным путём.»
6. ↑  Кейтель В. 12 ступенек на эшафот… — Ростов на Дону: изд-во «Феникс», 2000. стр. 242.
7. ↑  [militera.lib.ru/h/jacobsen/03.html Из выступления Гитлера на совещании командующих объединёнными частями вермахта 23 ноября 1939 года]
8. ↑  Р. de Mendelssohn. Die Nurnberger Dokumente. Hamburg, 1946, S. 156; Dokumente zur Vorgeschichte des Westfeldzuges 1939—1940. S. 55
9. ↑  IMT, vol. XXVI, р. 38
10. ↑  Лиддел Гарт Б. Г. Вторая мировая война. — М.: АСТ; СПб.: Terra Fantastica, 1999. — С. 60-61. — ISBN 5-237-03175-7 ; 5-7921-0260-0
11. ↑  Впоследствии «мехеленского инцидента» 16 января союзниками были приведены в состоянии боевой готовности 1-я группа армий и 3-я армия, действующая в составе 2-й французской группы армий на левом её фланге. Готовность № 1 была объявлена и в английской экспедиционной армии. Правительство Бельгии приняло указ о вызове резервистов и частичной мобилизации.
12. ↑  Dokumente zur Vorgeschichte des Westfeldzuges 1939—1940. S. 61
13. ↑  Гальдер Ф. Военный дневник. Ежедневные записи начальника Генерального штаба сухопутных войск 1939—1942 гг. Т. I. / Под ред. и с предисл. В. И. Дашичева. — М.: Воениздат, 1968. — С. 275.
14. ↑  Манштейн Э. Утерянные победы. — М.: ACT; СПб.: Terra Fantastica, 1999. — С. 124. — ISBN 5-237-01547-6
15. ↑  Гальдер Ф. Военный дневник — март 1940
16. ↑  Heusinger, A. Befehl im Widerstreit. S. 85 — 86